# SamenWonen
SamenWonen is een programma op de Nederlandse televisiezender Net5 waar twee mensen met verschillende smaak en interieurstijlen die bij elkaar gaan wonen, worden geholpen door stylisten. Dit programma was voor het eerst op televisie in 2004. In het eerste seizoen richtte het programma zich op stellen die gingen samenwonen, in het tweede seizoen konden ook mensen meedoen die om andere redenen voor het eerst bij elkaar gingen wonen, zoals familieleden, vrienden, studenten en getrouwde stellen.
In het programma bekijkt een styliste de beide interieurs van de personen die bij elkaar gaan wonen. Vervolgens worden er rode of groene stickers geplakt op meubels, kunstwerken, elektronica en ander huisraad die uit beide interieurs afkomstig zijn. Alle voorwerpen met een groene sticker gaan mee en alle meubels met een rode sticker worden weggegooid. Dan wordt de nieuwe woning klaar voor bewoning gemaakt door de stylisten, klusjesmannen en een groepje vrienden van de twee mensen die bij elkaar gaan wonen. Erik van der Hoff presenteert dit programma. In 2015 is dit programma herhaald op SBS9.